# Famille Macabeo
 (juillet 2024).
Si vous disposez d'ouvrages ou d'articles de référence ou si vous connaissez des sites web de qualité traitant du thème abordé ici, merci de compléter l'article en donnant les références utiles à sa vérifiabilité et en les liant à la section « Notes et références ».
La famille Macabeo ou Maccabeo (Machabée) est une grande famille appartenant à la noblesse du sud de l'Italie au Moyen Âge, faisant partie du baronnage italo-normand.

## Origines
La famille est vraisemblablement d'origine normande mais c'est incertain car un certain nombre de familles d'Italie méridionale qualifiées de « normandes » n'étaient pas obligatoirement issues du duché de Normandie, certaines étant d'origines picarde, angevine ou bretonne, voire provençale comme la famille des Paterno, issue de Robert d'Embrun, un provençal qui s'était mis au service de Roger de Hauteville et servit en Sicile contre les Musulmans.
Le premier Macabeo connu est un certain Onfroi (ou Onfroy) qui vivait à l'époque de Robert Guiscard, duc d'Apulie et de Calabre. Onfroi étant un prénom assez répandu chez les Normands, il est possible qu'Onfroi Macabeo soit Normand.

## Onfroi
- Onfroi Macabeo (Umfredo Macabeo) épouse Béatrice, sœur du comte normand Robert de Montescaglioso[1]  († 26 juillet 1080), qui passe pour être un neveu de Guiscard[2], ce qui lie les Macabeo à la Maison de Hauteville. De ce mariage, Onfroi a 6 enfants connus et hérite du fief de Montescaglioso, à une date incertaine, entre les années 1060 et 1080[3], qualifié de « Dominus » de cette ville située en Apulie (aujourd'hui en Basilicate). Il meurt aux environs de 1092/1093, et fut peut-être inhumé dans l'église ou l'abbaye de son fief.

Onfroi Macabeo est à l'origine du château de Montescaglioso, datant de la fin du XIe siècle, et plusieurs fois remanié depuis.

## Descendance d'Onfroi
Onfroi et Béatrice ont au moins 6 enfants connus, dont 3 garçons :
- Godefroi (ou Godefroy, Geoffroi, Geoffroy) de Montescaglioso, né probablement autour des années 1060, succède à son père au début des années 1090. Pour peu de temps car il suit le prince de Tarente Bohémond de Hauteville pour la « Terre sainte », participant à la 1re Croisade, peut-être à la recherche d'un territoire plus vaste en Orient. Il meurt au combat avant la prise de Jérusalem (1099), à la bataille de Dorylée (1er juillet 1097) ;
- Raoul (ou Rodolphe) de Montescaglioso, hérite du fief familial à la mort de son frère (1097). Il épouse Emma († après 1118), qui serait la fille du comte normand Roger Ier de Sicile, et meurt autour de l'an 1110 :
  - Roger de Montescaglioso, leur fils, meurt vers 1124,
  - Godefroi, frère du précédent, qui eut ses biens confisqués sous le roi Guillaume Ier de Sicile ; le comté de Montescaglioso fut donné au frère de la reine Marguerite.